# Blattivorus madagascariensis
Blattivorus madagascariensis – gatunek chrząszczy z rodziny wachlarzykowatych.

## Taksonomia
Gatunek ten został opisany w 1906 roku przez Alfreda Chobauta. Ze względu na odległość geograficzną od miejsc wystyępowania pozostałych gatunków, jego przynależność do Blattivorus jest kwestionowania – być może należy on do innego, jeszcze nie opisanego rodzaju.

## Zasięg występowania
Występuje na  Madagaskarze.